# Stromae
Pour les articles homonymes, voir Haver.
Cet article possède un paronyme, voir Stroma.
Stromae (prononciation : /stʁomaj/,), nom de scène de Paul Van Haver, né le 12 mars 1985 à Etterbeek, Bruxelles-Capitale), est un chanteur, rappeur, auteur-compositeur-interprète et producteur belge. Stromae se fait connaître en 2010 avec la chanson Alors on danse extraite de l'album Cheese. En parallèle, il crée le label Mosaert, afin d'assurer la production de ce premier album. Il se fera ensuite remarquer par un style mêlant thèmes mélancoliques et musiques dansantes. En 2013, son deuxième album Racine carrée est un succès critique et commercial majeur, avec des tubes comme Papaoutai, Formidable et Tous les mêmes. La tournée qui suit le fait connaître mondialement, avec plus de deux cents dates dans une vingtaine de pays, regroupant 1,6 million de spectateurs.
À la suite d'un burn-out et d'importants problèmes de santé consécutifs à sa tournée, Stromae se fait discret sur la scène musicale et médiatique. De 2015 à 2021, il se consacre avant tout à son activité de producteur et travaille en parallèle sur les projets de son label Mosaert, dont une ligne prêt-à-porter unisexe. Il fait cependant plusieurs apparitions remarquées, notamment avec des featurings pour un single d'Orelsan, La Pluie, ou de Coldplay, Arabesque.
Il fait son retour musical avec Santé en octobre 2021, puis L'Enfer, chanté en direct au 20 heures de TF1 en janvier 2022. Il sort son troisième album, Multitude, le 4 mars 2022. En août 2023, avec le clip de Papaoutai, il devient le deuxième artiste, après Dernière Danse de Indila, à dépasser le milliard de vues avec une chanson en langue française.

## Biographie

### Jeunesse
Paul Van Haver naît en Belgique d’un père rwandais, Pierre Rutare, né en 1959 à Kigali, architecte installé dans la capitale du Rwanda,, et d’une mère belge, Miranda Van Haver. En avril 1994, alors que le génocide des Tutsis fait rage au Rwanda, un coup de téléphone annonce la mort de Pierre Rutare et le massacre de presque toute leur famille élargie. La mère de Paul ne lui apprendra la nouvelle que lorsqu'il atteint ses douze ans. Elle élève seule ses quatre fils et sa fille à Bruxelles, puis à Laeken, dans le quartier Stéphanie-Bockstael.
Sur son père absent, il déclare en 2019 : « Mon père n'a jamais été là pour moi. Il est parti tout de suite. C'était un coureur, un dragueur. J'ai appris bien après que j'avais des demi-frères et des demi-sœurs. Il était architecte et faisait des allers-retours entre la Belgique et le Rwanda. J'ai dû le voir vingt fois dans ma vie et il est mort pendant le génocide rwandais. Mais il avait déjà disparu pour moi, et lors de l'annonce de son décès, je n’ai pas pleuré. Peut-être que je ne m’étais pas préparé. Il n’empêche, ce papa qu’on n'a pas vu petit, on ne pourra pas, plus tard, rattraper le temps perdu avec lui. ».
À onze ans, Paul Van Haver s'intéresse à la musique et s'inscrit à l'Académie musicale de Jette pour prendre des cours de solfège et de batterie. Il commence ses études secondaires à l'école du Sacré-Cœur de Jette. Sa mère l'inscrit ensuite à l'internat jésuite du collège Saint-Paul, à Godinne.

### Débuts
En 2000, il choisit le pseudonyme OpsMaestro pour commencer dans le monde du rap. Il explique que l'album Temps mort du rappeur français Booba l'a beaucoup influencé. Son pseudonyme étant celui d'un autre artiste, il en change et opte pour « Stromae », qui correspond à « maestro » en verlan. À dix-huit ans, il forme le groupe Suspicion en compagnie de J.E.D.I., un autre rappeur, et ils composent ensemble la chanson et le clip de Faut qu't'arrêtes le rap…. J.E.D.I. décide de quitter le duo, initiant la carrière solo de Stromae. En 2005, celui-ci enchaîne les prestations, participe à la Hip-Hop Family en 2006, ainsi qu'au Juste debout Benelux en 2007[citation nécessaire].
Il travaille un an dans la chaîne de restauration rapide Quick pour financer des études de cinéma. Ses économies insuffisantes, il s'inscrit à l'INRACI section cinéma où il mène des études d'ingénieur du son. Il investit son argent dans son premier opus, un maxi de quatre titres : Juste un cerveau, un flow, un fond et un mic…. Il collabore avec plusieurs rappeurs comme BdBanx et Beretta sur la compilation Dès le départ, ou encore Kery James. En 2008, il signe en édition chez Because Music et Kilomaître pour quatre ans. Il compose alors le single Cette fois interprété par Melissa M sur l'album Avec tout mon amour, réalise quatre compositions sur l'album À l'ombre du show business de Kery James dont la chanson Ghetto ainsi que la chanson Si je t'emmène de Anggun sur l'album Elevation. Il collabore à des chansons avec des artistes de sa ville, tels que Akro du groupe Starflam, James Deano ou Shadow Loowee[réf. nécessaire].
Parallèlement, il diffuse des vidéos sur internet.  il y commente ses créations musicales en leçons appelées Les leçons de Stromae. En 2009, il effectue un stage chez NRJ à Bruxelles. Julie, l'animatrice de l'émission NRJ Mash Up, incite Vincent Verbelen, music manager, à le programmer[réf. nécessaire]. En marge de ses leçons sur le web, Stromae crée en 2010 sa propre entreprise de production musicale, Mosaert (anagramme de Stromae) en signe sous licence avec Universal Music France pour la promotion et la distribution.

### Cheese(2010–2011)

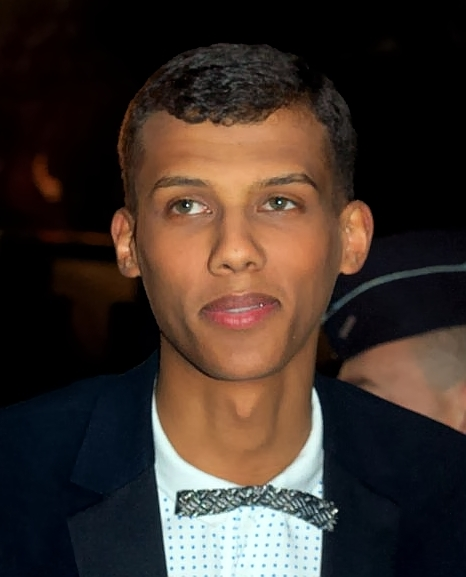
Stromae aux NRJ Music Awards 2011.

Stromae sort deux premiers singles Alors on danse et Up saw liz, en introduction à son premier album, sorti le 21 juin 2010 dans les bacs et le 14 juin en numérique. Il a révélé, lors d'une interview, le nom de ce premier album : Cheese, en référence aux sourires des photographies de classe ; évoquées dans la dernière chanson de l'album. Les chroniques en ligne et la presse musicale francophones comparent alors fréquemment la voix de Stromae à celle de Gaëtan Roussel, le chanteur du groupe français Louise Attaque. En quelques semaines, le succès de Alors on danse s'étend à d'autres pays d'Europe, le titre se classe notamment en tête des ventes en France, en Allemagne, en Belgique, en Suisse ainsi qu'au Québec. Le 3 avril 2010, à l'occasion du NRJ Music Tour, Stromae reçoit des mains de Fadila Laanan, ministre de la Culture de la communauté française de Belgique, le premier Award NRJ de la révélation musicale belge francophone de 2009. Le 2 septembre 2010,  apparaît un remix d'Alors on danse, fruit de la collaboration de Stromae avec Kanye West. La chanson est reprise par The Lost Fingers et par Kellylee Evans en anglais en version jazz sous le titre And so we dance. Par ailleurs, son titre Te Quiero est remixé par Paul Kalkbrenner à l’Open Air Buenos Air en 2018. Pascal Nègre fut séduit par « la force de ses chansons, le talent qui nous sautait au visage » et « aussi parce qu’il y avait un sacré début de buzz, quelque chose comme 300 000 pages vues sur son Myspace ».
Le 20 septembre 2010, Stromae est nommé aux MTV Europe Music Awards 2010 du 7 novembre à Madrid, afin de gagner un Award régional avec Alors on danse. Puis il est nommé pour l'édition 2010 du prix Constantin, qui récompense l'album d'un artiste révélé au cours de l'année. Début d'octobre 2010, Stromae sort une nouvelle version acoustico-symphonique de Alors on danse avec l'orchestre de Brive-la-Gaillarde. Son troisième single House'llelujah est remixé par Klaas, qui a également remixé Alors on danse pour le concert de solidarité 300 jours déjà…, pour la libération d'Hervé Ghesquière et de Stéphane Taponier. En décembre 2010, Stromae publie sur sa page Facebook une vidéo teaser du documentaire Cheap Team retraçant son parcours , qui apparaît sur Cheese en version de luxe. Il est un des dix lauréats des European Border Breakers Award (EBBA) 2011, qui récompensent les nouveaux artistes et groupes européens dont le premier album remporte un succès à l'étranger. Stromae est récompensé pour son titre Alors on danse comme « hit de l'année 2010 » lors de la quatrième édition des Music Industry Awards (MIA), qui consacrent en Flandre les meilleurs artistes belges. Il est élu « Bruxellois de l'année 2010 » dans la section culture. En décembre 2010, Stromae donne ses premiers concerts en France lors des Rencontres trans musicales de Rennes. Il figure dans le DVD de Jamel Debbouze Made in Jamel, sorti le 1er décembre 2010[citation nécessaire].
En janvier 2011, Stromae est nommé aux NRJ Music Awards dans la catégorie « chanson française de l'année » pour Alors on danse,. Il est nommé pour les Globes de cristal 2011 du meilleur interprète masculin. Le 9 février 2011, il reçoit une « victoire » dans la catégorie musiques électroniques/dance pour son album Cheese aux Victoires de la musique. Le 23 mai 2011, lors de l'enregistrement de l'émission française Taratata, Stromae fait un medley de Alors on danse et Don't Stop the Party avec les Black Eyed Peas. Il y annonce qu'il fera la première partie de deux concerts du groupe les 24 et 25 juin prochains au Stade de France. Stromae avait rencontré le leader des Black Eyed Peas, Will.i.am aux NRJ Music Awards à Cannes en janvier et ce dernier avait raconté avoir beaucoup aimé Alors on danse et ajouté qu'il voulait collaborer avec lui, Lors des NRJ Music Awards 2014, Stromae a d'ailleurs été rejoint sur scène par Will.i.am sur le titre Papaoutai. Stromae conclut l'année avec une nomination aux MTV Europe Music Awards 2011 dans la catégorie « Best Belgian Act » mais c'est finalement dEUS qui l'emporte. Stromae interprète à cette époque, à diverses reprises, lors de galas ou de concerts, une chanson de TC Matic, Putain Putain, parfois en duo avec le chanteur Arno.

### Racine carrée(2012–2016)

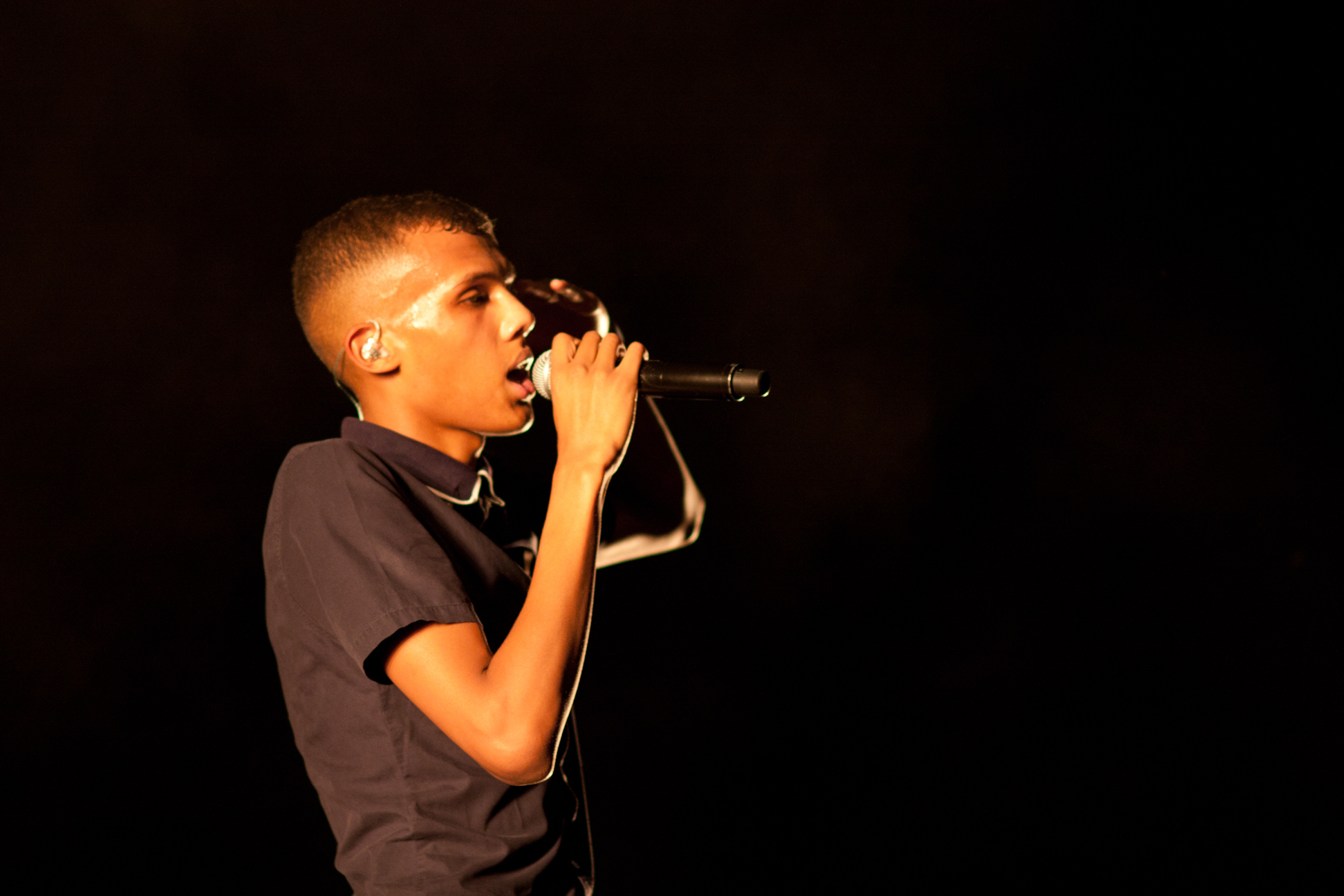
Stromae en concert en 2011.

Lors d'une rencontre avec le magazine Les Inrocks en octobre 2011, Stromae révèle que son prochain album, qui n'est alors qu'une , aura des « influences afro, des percussions lourdes, des sons cubains ou rumba congolaise plus assumés ». Le 7 mai 2013, il annonce sur sa page Facebook la sortie de Papaoutai, premier single de son deuxième album. Ce titre est disponible le 13 mai en version numérique. Pour ce nouvel album, Stromae enregistre un trio avec Orelsan et Maître Gims. Le 22 mai 2013, un clip de type vidéo amateur est publié sur YouTube montrant le chanteur apparemment ivre au centre de la place Louise à Bruxelles. Cette vidéo crée un buzz. Deux jours plus tard, le 24 mai 2013, il interprète un nouveau titre Formidable, à la fin de l'émission de télévision Ce soir (ou jamais !) sur France 2. Quelques jours plus tard, il sort le clip de la chanson, dans laquelle il interprète un homme ivre qui a rompu avec sa copine. Le clip Formidable (ceci n'est pas une leçon) est entièrement tourné dans la rue, aux abords de l'arrêt de tramway de l'avenue Louise à Bruxelles, en caméra cachée,. Trois jours après la publication du clip, celui-ci est visionné trois millions de fois, ce qui est un record pour un artiste belge.
Le 26 juin 2013, Stromae officialise une première date de sa nouvelle tournée : Racine carrée Tour. Des dates supplémentaires sont ajoutées dans de grandes salles comme Forest National ou encore le Zénith de Paris. Racine carrée sort le 16 août et se classe numéro un des ventes en Belgique, en France, en Suisse et au Québec, (au 27 octobre 2013). Le 25 août 2013, il est l'invité surprise de Major Lazer lors du festival Rock en Seine 2013. Pour l'occasion il interprète le titre Papaoutai. Le 31 août, il est invité lors de la RTBF DJ Experience. Stromae se produit aux côtés de Rohff, IAM, Orelsan, Sexion d'assaut et Maître Gims, Youssoupha, La Fouine et Psy 4 de la rime le 28 septembre au Stade de France pour le concert Urban Peace 3. En octobre 2013, Formidable se voit récompensée du prix Rolf Marbot de la chanson de l'année. En novembre, Stromae gagne le prix du « meilleur artiste belge » aux MTV Europe Music Awards,. Il est également nommé aux NRJ Music Awards dans les catégories « artiste masculin francophone de l'année » et deux fois dans « clip de l'année » pour Formidable et Papaoutai. Il a fait son entrée aux Guignols en hiver 2013. Il entrera au musée Grévin de Paris en automne 2014, où il aura une statue de cire à son effigie.
En septembre 2014, Stromae annonce au magazine Complex qu'il décide de suspendre sa carrière musicale : « Je pense que le succès du deuxième a été si important que je vais prendre du temps pour retrouver une vie normale, être normal et m'en aller pendant deux ou trois ou même quatre ans avant d'en faire un autre. Je ne sais pas », avant de rajouter : « Je veux retrouver une vie normale ».
Le 17 septembre 2014, Stromae commence sa tournée américaine. Stromae fait différentes escales aux États-Unis et au Canada dans les villes de Philadelphie, Washington, New York, Boston, Toronto, Chicago, Minneapolis, Vancouver, San Francisco et Los Angeles,. Il participe à la bande originale du film Hunger Games : La Révolte, avec le titre Meltdown (avec la participation de Lorde, Pusha T, Q-Tip, et HAIM), disponible le 18 novembre 2014. L'intervention de Stromae sur ce morceau est en fait limitée, s'agissant d'une simple reprise du thème musical Merci, présent sur Racine Carrée, avec les parties vocales des interprètes invités.
Dès avril 2015, il continue sa tournée en Amérique (États-Unis, Brésil, Canada), ainsi qu'en Asie et en Afrique. Cette tournée est momentanément interrompue le 11 juin 2015, car Stromae doit être rapatrié à Bruxelles après avoir fait un malaise dans l'ambassade de la RDC à Brazzaville. La perturbation de son état de santé est liée aux effets indésirables de la méfloquine, un antipaludéen administré par voie orale qui peut provoquer des troubles neurologiques et psychiatriques sévères ,.
Il va malgré tout être le premier Belge à se produire au Madison Square Garden à New York, le 1er octobre 2015. Soulignant la barrière de la langue avec le public américain, le New York Times s'interroge à la veille du spectacle : « Une star européenne peut-elle conquérir le Madison Square Garden ? » Selon le Figaro, Stromae conclut avec triomphe son concert au Madison Square Garden et une tournée américaine réussie. Sa tournée Racine carrée Tour totalise près de deux cents dates à travers le monde et attire plus d'un million de spectateurs. Le 1er avril 2015 sort le vidéo-clip de la chanson Carmen ; il est réalisé par Sylvain Chomet et vu près de huit millions de fois en quarante-huit heures. Le 14 septembre 2015 sort le vidéo-clip de la chanson Quand c'est ?, dans lequel il se bat contre une créature étrange, ressemblant à une plante-arachnide démoniaque. Il finit par périr et rejoint toutes les autres âmes vides qui ont, elles aussi, échoué dans leurs combats contre le cancer. La vidéo, sur YouTube, atteint près de 3,5 millions de vues en vingt-quatre heures. Le clip est tourné dans l'ancien théâtre Jeusette, à Seraing, dans la section d'Ougrée, en Belgique.
Le 11 décembre 2015, le DVD live Racine carrée Live sort en France. Fin 2015, l'album, qui avait déjà dépassé les cinq cent mille exemplaires vendus à l'étranger, frôle les deux millions en France. Il est également élu Bruxellois de l'année 2015, dans la section culture.
Il coréalise, avec le directeur artistique de Mosaert, Luc Junior Tam (qui n'est autre que son demi-frère), et Martin Scali, le clip de Coward, chanson de Yael Naim, mis en ligne le 30 novembre 2016.

### Pause (2016–2021)

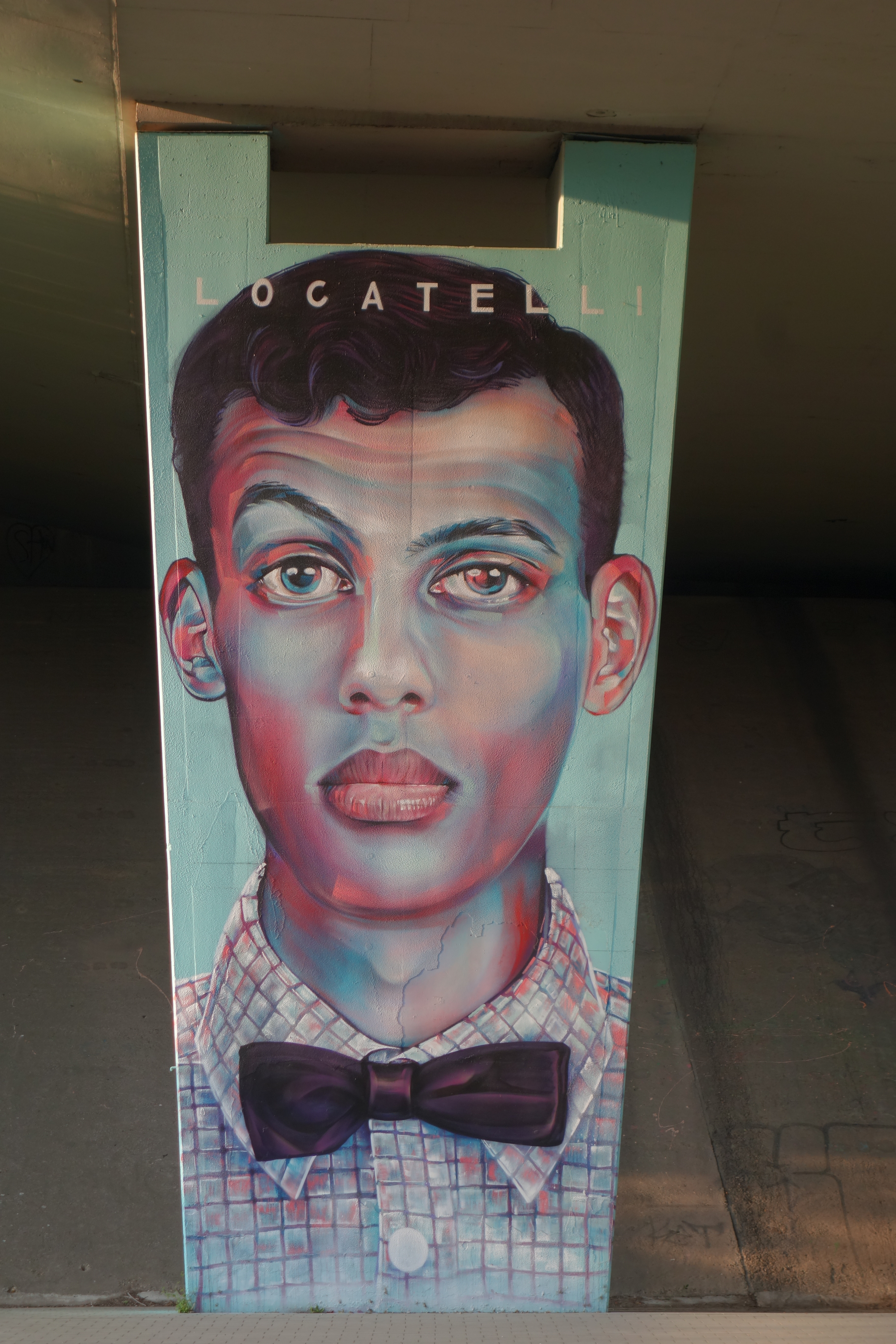
Portrait de Stromae par Steve Locatelli au Hall of Fame de Neerpede à Anderlecht, musée permanent du graffiti en plein air.

Le 1er décembre 2016, Stromae annonce vouloir prendre une pause dans sa carrière. Il souhaite ainsi rester un peu plus « dans l'ombre » et se consacrer à son label Mosaert qu'il a fondé avec son frère et directeur artistique Luc Junior Tam. Il annonce par la suite que son absence est due à un burn-out. Cependant, il continue de produire de la musique pour différents artistes comme Disiz la Peste, Orelsan, Vitaa, Caballero et JeanJass. Dans le deuxième album de Bigflo et Oli, La Vraie Vie, il participe à la composition du morceau Dommage. Il participe aussi à la production de l'album 19 de MHD, sorti en septembre 2018.
Il chante de nouveau, en 2017, dans La Pluie d'Orelsan, extrait de La fête est finie, album dans lequel il a également produit Tout va bien. Après deux ans et demi sans être retourné sur scène, il crée la surprise en mars 2018 en apparaissant dans un concert d'Orelsan à Bruxelles pour chanter La Pluie. Début avril 2018, il présente au Bon Marché à Paris la cinquième capsule de Mosaert. Une chanson inédite, Défiler, composée et interprétée par le chanteur pour accompagner la collection, sort le 27 avril.
En 2019, il apparaît sur un morceau intitulé Arabesque, enregistré par le groupe britannique Coldplay pour leur huitième album Everyday Life. Le 22 novembre de la même année, il interprète le morceau avec Coldplay en direct sur Internet depuis la citadelle d'Amman en Jordanie.

### Multitude(depuis 2021)
Le 15 octobre 2021, Stromae dévoile son nouveau single intitulé Santé. Dans ce titre, le chanteur parle des travailleurs de l'ombre et invite à les célébrer en levant un verre à leur santé,. Le 8 décembre 2021, il est annoncé que l'album, Multitude, sortira le 4 mars 2022. Le 9 janvier 2022, il dévoile un deuxième single issu de l'album, L'Enfer, en l'interprétant durant le journal télévisé de 20 heures de la chaîne TF1. Certains dénoncent la confusion entre information et divertissement,, d'autres applaudissent la performance, notamment Tedros Adhanom Ghebreyesus, directeur de l'OMS, qui remercie le chanteur « d’avoir abordé le sujet difficile du suicide ». Par la suite, Fils de joie et Mon amour sont exploités en single : Fils de joie apparaît dans la bande son du jeu FIFA 23, tandis que Mon Amour fait l'objet d'une version remixée enregistrée en duo avec Camilia Cabello dont le clip parodie l'univers de la téléréalité. Certifié triple disque de platine en France (plus de 300 000 ventes), l'album dépasse les 300 000 ventes à l'international.
En mars 2023, son état de santé ne lui permettant pas d'assurer les concerts programmés en France, le Multitude Tour prend fin,. En août 2023, avec le clip du titre Papaoutai, il devient le deuxième artiste, après Indila, à dépasser le milliard de vues sur YouTube avec une chanson en langue française. En novembre 2024, dans le cadre de la série Arcane, est dévoilée une nouvelle chanson intitulée Ma Meilleure Ennemie qu'il a écrite et chantée en duo avec la chanteuse Pomme. La chanson est un succès : elle devient le deuxième titre francophone le plus écouté en 24 heures sur Spotify. Un film sur la tournée sort en décembre 2024.
En 2025, Stromae se fait extrêmement discret mais n'a pour autant pas arrêté la musique. Un featuring avec l'artiste Burna Boy sur son prochain album No Sign of Weakness a été annoncé, le titre du morceau est Pardon et sort le 11 juillet 2025. Une semaine plus tôt, sort un remix revisité par le belge de l'hymne du RSC Anderlecht, chanté à l'origine par Grand Jojo et les joueurs du club.

## Vie personnelle
Stromae confirme en juin 2011 sa relation avec l'ancienne Miss Belgique Tatiana Silva. Ils se séparent en septembre 2012.
En couple avec une styliste belge, Coralie Barbier,,, ils se marient le 12 décembre 2015 au Martin's Patershof, une église transformée en hôtel quatre étoiles située à Malines, en Belgique, par le « prêtre des loubards » Guy Gilbert. Pour garantir le secret de cette union, les cent quatre-vingts convives ne connaissent pas la raison de l'invitation et la découvrent une fois sur place. Ils sont priés de ne rien révéler sur les réseaux sociaux avant la fin de la cérémonie afin d'en garantir l'intimité. En septembre 2018, Stromae et son épouse ont un garçon.
Stromae encourage la lecture de livres sur le doute critique, ou zététique,.

## Environnement artistique

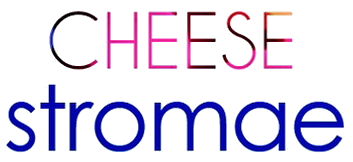
Exemple de Cheese, premier album de Stromae, comprenant par exemple son titre Alors on danse.

### Style musical et influences
La musique de Stromae est influencée par la musique électronique, spécialement la new beat (née en Belgique), le hip-hop et la world music. Il est présenté à la presse comme « le nouveau visage de la génération new beat ». Il est aussi très influencé par la musique congolaise qui a bercé son enfance. On retrouve également à diverses reprises une influence de la morna capverdienne,.
Le gestuelle et le phrasé du chanteur peut rappeler celle de Jacques Brel,.

### Thèmes
Dans ses trois albums, Stromae aborde des sujets graves et contemporains sur des mélodies dansantes,.
Cheese (2010) aborde des thèmes tels que le recommencement amoureux (Te quiero), la maltraitance (Dodo), la chronique ironique d'un été (Summertime), le port d'un masque festif (Alors on danse) ou la foi (House'llelujah),.
L'album Racine carrée (2013) aborde l'aliénation par les réseaux sociaux (Twitter, Carmen),  l'absence d'un père (Papaoutai), les fabricants de cigarettes et le cancer (Quand c’est ?), les problèmes de couple (Tous les mêmes, Formidable), les rapports Nord-Sud (Humain à l'eau), les excès (Ta fête), l'injonction au bonheur (Sommeil), le VIH (Moules frites), l'austérité (AVF),,. Ta fête joue sur le double sens de l'expression. La chanson s'inscrirait comme une suite d'Alors on danse (2009) en décrivant , une fois la fête terminée, la réalité du quotidien. La chanson mêle musique électro et sonorités de guitare africaine. Suit Papaoutai avec l'évocation du père absent et le manque de repères, sur une musique aux échos de carnaval. Bâtard, se référe à Jacques Brel sur certains accents de Stromae, lorsqu'il entonne « Haa, pardon, monsieur ne prend pas parti… » Il y dénonce le manque de position et les divisions en cases de la société, en évoquant le racisme, l'homophobie ou le sexisme,.
L’album Multitude (2022) aborde également des thèmes forts tels que le suicide (L’enfer), la prostitution (Fils de joie), la paternité (C’est que du bonheur), le couple, la séparation et l’infidélité (La solassitude, Pas vraiment, Mon amour), et rend hommage aux héros du quotidien (Santé) ou aux femmes (Déclaration). L’introduction d' Invaincu évoque le combat contre la maladie, s’inscrivant dans une lignée universelle mais rappelant le combat personnel de Stromae. 
Cet album célèbre différentes musiques du monde avec des influences chinoises, africaines, arabes, boliviennes. D’où le titre « Multitude », qui évoque aussi les differents personnages incarnés par l'artiste.

### Marque de vêtements
Stromae lance le 1er avril 2014 sa première ligne de prêt-à-porter sous son label Mosaert (anagramme du nom du chanteur). Les vêtements unisexes, créés en collaboration avec la styliste Coralie Barbier son épouse, sont majoritairement en rapport avec l'album Racine carrée et vendus sur le site Internet de la marque ou chez Colette,, durant un temps.

### Concerts
Stromae a réalisé trois tournées : le Stromae Tour, entre le 2 mars 2011 et le 2 décembre de la même année, qui a connu quarante-cinq dates en Belgique, en France, en Suisse et en Allemagne ; le Racine carrée Tour, entre le 9 novembre 2013 et le 1er octobre 2015, qui a connu plus de deux cents dates dans plus de vingt pays et qui a été vu par plus de 1,6 million de personnes et le Multitude Tour entre le 22 février 2022 et le 9 décembre 2023.
En juin 2015, victime des effets secondaires d'un traitement préventif contre le paludisme, il est dans l'obligation d'annuler plusieurs de ses concerts pendant plusieurs mois. Le 22 septembre de la même année, Stromae, victime d'un accident à la sortie d'un bus, doit également annuler un concert. Il est blessé au visage.
En septembre et octobre 2017, Stromae revient médiatiquement et se livre dans les journaux sur son état de santé (notamment dans la revue Marianne). En effet, deux ans plus tard, il se dit encore sensible aux crises d'angoisse, son état de santé s'étant détérioré depuis la prise de ce médicament antipaludéen[réf. nécessaire].
Il donne 3 concerts avant première avant la sortie de son troisième album Multitude le 22 février au Palais 12, le 24 février à l’AccorArena et le 27 février à Amsterdam.
Il poursuit sa tournée Multitude d’abord en festivals en juin, juillet et août 2022, puis en Amérique du Nord en octobre, novembre et décembre 2022. La tournée de l’année 2023 en France, Belgique et Suisse dut être suspendue en avril pour des raisons de santé.

## Discographie
- 2010 : Cheese
- 2013 : Racine carrée
- 2022 : Multitude

## Tournées
| Année(s)    | Nom                | Dates | Album soutenu |
| ----------- | ------------------ | ----- | ------------- |
| 2011        | Stromae Tour       | 45    | Cheese        |
| 2013 - 2015 | Racine carrée Tour | 209   | Racine carrée |
| 2022-2023   | Multitude Tour     | 30    | Multitude     |

## Filmographie
- 2008 : Beat maker de Ghetto de Kery James[137].
- 2010 : Made in Jamel
- 2016 : clip de Coward, chanson de Yael Naim (co-réalisateur avec Luc et Martin)
- 2017 : clip de Run Up, Major Lazer feat. PartyNextDoor et Nicki Minaj (co-réalisateur avec Luc et Martin)
- 2017 : clip de Hostage, chanson de Billie Eilish (directeur artistique avec Luc Junior Tam)[138]
- 2017 : clip officiel des JO 2024 à Paris[139] (co-réalisateur avec Luc et Martin)
- 2017 : clip de DAMSO « N. J Respect R ».
- 2018 : clip de IDGAF, chanson de Dua Lipa (directeur artistique avec Luc Junior Tam)
- 2018 : clip de La Pluie, chanson d'Orelsan et Stromae (co-réalisateur avec Luc et Martin)

## Distinctions

### Récompenses
- 2009 : NRJ Music Awards « révélation musicale belge francophone 2009 »
- 2010 : Music Industry Awards « hit de l'année » pour Alors on danse
- 2011 : Association européenne des brass bands
- 2011 : Victoires de la musique « album de musiques électroniques ou dance de l’année » avec Cheese
- 2011 : Ultratop Download Award « artiste le plus téléchargé en 2010 en Belgique »
- 2011 : Octave de la musique « artiste de l'année » et « spectacle de l'année »
- 2012 : ADISQ « artiste francophone s’étant le plus illustré au Québec »
- 2013 : Festival international du film francophone de Namur « meilleur clip » pour Papaoutai[140]
- 2013 : Prix Rolf Marbot de la chanson de l'année pour Formidable
- 2013 : MTV Europe Music Awards « meilleur artiste belge »
- 2013 : NRJ Music Awards 2013 « artiste masculin francophone » et « chanson francophone » avec Formidable
- 2013 : Red Bull Elektropedia Awards « artiste de l'année 2013 »[141] et meilleur album pour Racine carrée
- 2014 : Music Industry Awards : Dance, Solo Man, Pop, Album (Racine carrée), Auteur/compositeur, Artwork, clip et hit de l'année (Formidable)
- 2014 : Victoires de la musique 2014[142] : Victoire de l'artiste interprète masculin, Victoire du vidéo-clip pour Formidable, Victoire de l'album de chansons, variétés
- 2014 : Globes de Cristal 2014 Meilleur interprète masculin
- 2014 : Octave de la musique « artiste de l’année », « Prix de public Bel RTL » et « album de chanson française » pour Racine carrée[143]
- 2014 : World Music Awards « Best European Artist » « Best Belgian Artist »
- 2014 : Redbull Elektropedia Awards « Artiste de l'année », « Meilleure performance live », « Meilleur Clip » pour Ta fête
- 2014 : NRJ Music Awards 2014 « award d'honneur »
- 2015 : Music Industry Awards « Pop », « Solo Man », « Videoclip » (Ta Fête) et « Live act ».
- 2015 : Victoires de la musique 2015 : Victoire du concert de l'année
- 2015 : Octaves de la musique : « Spectacle de l'année »
- 2016 : D6Bels Music Awards : « Meilleur concert de l’année », « clip vidéo » et « auteur/compositeur »
- 2016 : Berlin Music Video Awards : « Trophée des Meilleurs Effets Visuels » avec le clip vidéo de Quand c'est ?
- 2023 : Victoires de la musique 2023 : Victoire de l'artiste interprète masculin, Victoire de l'album
- 2023 : Les Flammes : « La Flamme de l’Album Nouvelle Pop » avec l'album Multitude

### Décorations
- Commandeur de l'ordre de la Couronne (Belgique, 2024)[144]